# Walter Reppe
Walter Julius Reppe, född 29 juli 1892 i Göringen, död 26 juli 1969 i Heidelberg, var en tysk kemist.
Reppe var professor vid både universitetet i Mainz och Darmstadts tekniska universitet. År 1949 erhöll han, som den förste efter Andra världskriget, guldmedaljen Adolf-von-Baeyer-Denkmünze. Han invaldes 1962 som utländsk ledamot av svenska Vetenskapsakademien.